# Bradysia pteropleurostigma
Bradysia pteropleurostigma är en tvåvingeart som först beskrevs av Franz Lengersdorf 1938.  Bradysia pteropleurostigma ingår i släktet Bradysia och familjen sorgmyggor.
Artens utbredningsområde är Kongo. Inga underarter finns listade i Catalogue of Life.